# KeyForge
KeyForge is een kaartspel van Richard Garfield uitgegeven door Ghost Galaxy waarbij twee spelers het tegen elkaar opnemen met een uniek deck van 36 kaarten. Oorspronkelijk werd het spel uitgegeven door Fantasy Flight Games.

## Uniek deck
Een deck in KeyForge bestaat uit een combinatie van drie huizen waarbij er van elk huis 12 kaarten aanwezig zijn in het deck. Geen twee decks zijn hetzelfde en er zijn miljoenen combinaties mogelijk. Elk deck heeft ook een eigen naam die op de kaarten van het deck wordt weergegeven.

## Spelverloop
De bedoeling van het spel is om als eerste drie sleutels te smeden. Men kan een sleutel smeden door aember te verzamelen. Een speler die aan het begin van zijn beurt zes of meer aember heeft moet voor zes aember een sleutel smeden. Daarna beslist de speler welk huis er tijdens deze beurt het actieve huis wordt. Van dit huis kan de speler kaarten uit zijn hand in het spel brengen, kaarten die reeds in het spel zijn gebruiken om te vechten of om aember te verzamelen (reapen) of kaarten uit zijn hand op zijn aflegstapel leggen. Nadat deze acties uitgevoerd zijn kan de speler zijn hand opnieuw aanvullen tot zes kaarten.

## Sets
Ongeveer tweemaal per jaar komt er een nieuwe set van KeyForge uit. Een set bestaat telkens uit zeven huizen en ongeveer 300 tot 400 verschillende kaarten verdeeld over die huizen. In sommige sets worden nieuwe huizen geïntroduceerd, terwijl andere huizen uit de vorige sets niet meer aanwezig zijn. Elke nieuwe set bestaat uit een combinatie van nieuwe kaarten en kaarten uit de vorige sets.
| Set                 | Datum uitgifte   | Aantal kaarten | Nieuwe kaarten | Brobnar | Dis | Logos | Mars | Sanctum | Shadows | Untamed | Saurian | Star Alliance | Unfathomable | Ekwidon | Geistoid |
| ------------------- | ---------------- | -------------- | -------------- | ------- | --- | ----- | ---- | ------- | ------- | ------- | ------- | ------------- | ------------ | ------- | -------- |
| Call of the Archons | 15 november 2018 | 370            | 370            | ✓       | ✓   | ✓     | ✓    | ✓       | ✓       | ✓       |         |               |              |         |          |
| Age of Ascension    | 30 mei 2019      | 370            | 204            | ✓       | ✓   | ✓     | ✓    | ✓       | ✓       | ✓       |         |               |              |         |          |
| Worlds Collide      | 8 november 2019  | 405            | 284            | ✓       | ✓   | ✓     |      |         | ✓       | ✓       | ✓       | ✓             |              |         |          |
| Mass Mutation       | 10 juli 2020     | 422            | 259            |         | ✓   | ✓     |      | ✓       | ✓       | ✓       | ✓       | ✓             |              |         |          |
| Dark Tidings        | 12 maart 2021    | 429            | 280            |         |     | ✓     |      | ✓       | ✓       | ✓       | ✓       | ✓             | ✓            |         |          |
| Winds of Exchange   | mei 2023         | 403            | 262            | ✓       |     |       | ✓    | ✓       |         |         | ✓       | ✓             | ✓            | ✓       |          |
| Grim Reminders      | januari 2024     | 399            | 248            | ✓       | ✓   |       | ✓    |         |         | ✓       |         |               | ✓            | ✓       | ✓        |